# Теребище (Теребищенська волость)
Теребище (рос. Теребище) — присілок в Псковському районі Псковської області Російської Федерації.
Населення становить 59 осіб. Входить до складу муніципального утворення Серьодкинська волость.

## Історія
Від 2015 року входить до складу муніципального утворення Серьодкинська волость.

## Населення
1. Н/Д[2]